# Nhà máy điện hạt nhân Obninsk
Nhà máy điện hạt nhân Obninsk hay Nhà máy điện hạt nhân đầu tiên — là nhà máy điện nguyên tử được xây dựng tại thành phố Obninsk thuộc tỉnh Kaluga, Nga. Đây là nhà máy điện nguyên tử đầu tiên trên thế giới hòa vào Mạng lưới điện Quốc gia. Nhà máy điện hạt nhân Obninsk đã dừng hoạt động vào ngày 29 tháng 4 năm 2002 sau 48 năm khai thác an toàn và hiệu quả.

## Xây dựng
Tháng 10 năm 1945 Ủy ban Kỹ thuật thuộc Hội đồng Khoa học Liên Xô đã xem xét bản báo cáo "Ứng dụng năng lượng Hạt nhân vào mục đích hòa bình" của Viện sĩ Viện Hàn lâm Kapytsa P.L. (Капица Пётр Леонидович). Toàn bộ công việc triển khai ứng dụng năng lượng hạt nhân vào mục đích hòa bình được lãnh đạo bởi Chủ tịch Viện Hàn lâm Khoa Học Liên Xô Vavynlov S.I. (Вавилов Сергей Иванович). Không lâu sau đó I. V. Kurchatov (Курчатов Игорь Васильевич) trình bày dự thảo của mình về ý tưởng sử dụng lò phản ứng Grafit-Plutoni để sản xuất điện năng. Dựa vào báo cáo của các nhà khoa học, ngày 16 tháng 5 năm 1949 Chính phủ Liên Xô ra nghị quyết phê chuẩn việc xây dựng nhà máy điện hạt nhân đầu tiên này. Kurchatov I.V. chịu trách nhiệm về Công nghệ-Kỹ thuật lò phản ứng (bao gồm cả việc song song tiến hành nghiên cứu chế tạo bom nguyên tử), còn Dollezhal N.A. (Доллежаль Николай Антонович) trở thành nhà thiết kế chính của lò phản ứng.
Tháng 5 năm 1950 Chính phủ Liên Xô ra nghị quyết Khởi công xây dựng Nhà máy điện hạt nhân Đầu Tiên. Địa điểm xây dựng được kiểm duyệt và phê chuẩn một năm sau đó.
Nhà máy điện hạt nhân đầu tiên này được xây dựng theo dự án lò phản ứng hạt nhân Uranium-Grafit theo từng kênh với các thanh nhiên liệu hình ống và chất tải nhiệt (chất làm mát) là nước không sôi ở áp suất 100 atm. Việc lựa chọn kiểu lò phản ứng dựa trên kinh nghiệm nghiên cứu, khai thác và thử nghiệm từ lò phản ứng Plutoni. Công nghệ và Kỹ thuật thu nhiệt và Điện năng từ phản ứng phân hạch nhiên liệu căn bản vẫn dựa trên Công nghệ Nhiệt điện thông thường. 
Nhà máy điện hạt nhân được bắt đầu xây dựng vào năm 1952 tại làng Pyatkyno cũ, sau đó đổi tên thành thành phố Obninsk. Không lâu trước khi Nhà máy đi vào hoạt động - tháng 2 năm 1954, Trường Vật lý Năng lượng FEI (Физико-энергетический институт) được xây dựng lò phản ứng công suất "không" (Như là một bản thử nghiệm của Nhà máy điện hạt nhân Đầu Tiên). Mục đích của việc xây dựng bản thử nghiệm này, theo ý kiến của Giám đốc kỹ thuật của Lò phản ứng - Mynashyn M.E. (Минашин Михаил Егорович) là để kiểm tra tính đúng đắn và độ chính xác của các phương pháp tính được sử dụng cho Nhà máy điện hạt nhân Đầu Tiên. Tháng 3 năm 1954 lò phản ứng công suất "không" của FEI được kích hoạt phản ứng hạt nhân dây chuyền Uranium..
Lò phản ứng năng lượng với chất tải nhiệt nước nhẹ này được ký hiệu là AM-1. AM là viết tắt cho cái gì? Có hai ý kiến giải thích cho điều này, đó là: "Атом Морской" (nguyên tử hàng hải) và "Атом Мирный" (nguyên tử hòa bình). Rất có thể, ban đầu lò phản ứng hạt nhân này được thiết kế để nhằm mục đích vận tải, sử dụng cho các con tàu lớn. Tuy nhiên sau đó, nó lại cho thấy rõ triển vọng sản xuất điện năng cực lớn của mình. Cho nên ý nghĩa thứ hai thực sự phù hợp khi sử dụng lò phản ứng này trong Nhà máy điện hạt nhân..

## Hoạt động

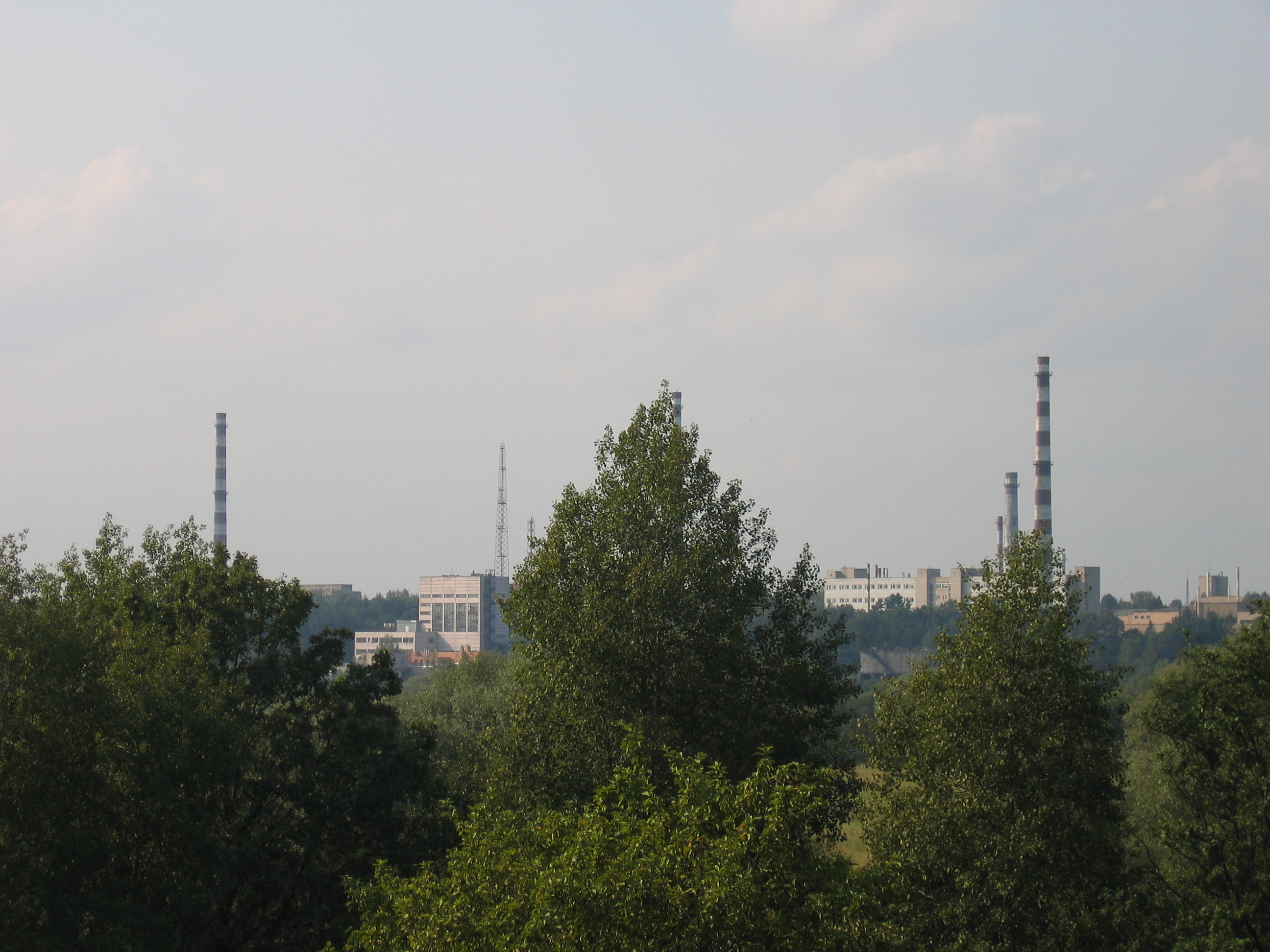
Nhà máy điện Hạt nhân Obninsk

Trước khi Khởi động lò phản ứng, kỹ sư trực tiếp điều khiển được chuẩn bị kỹ càng với 4 ca thay phiên làm việc. Nhóm khởi động lò phản ứng được dẫn đầu bởi Nhà Vật lý học-Hạt nhân học Liên Xô Dubovski B.G. (Дубовский Борис Григорьевич), người mà đã có kinh nghiệm khởi động lò phản ứng đầu tiên của Liên Xô F-1 (rector) dưới sự chỉ đạo của viện sĩ Igor Kurchatov ngày 26 tháng 12 năm 1946. Chức vụ Giám đốc Nhà máy điện hạt nhân Đầu Tiên được trao cho Nikolaev N.A. (Николаев Николай Андреевич). Nhóm trực đầu tiên bao gồm Krasyn A.K., Dubovski B.G.và Mynashyn M.E.. Ngày 9 tháng 5 vào lúc 19 giờ 7 phút khi đã tải vào khoảng 60 thanh Nhiên liệu vào tâm lò, lò phản ứng đạt tới trạng thái tới hạn.. Tiếp theo đó tâm lò phản ứng được tải vào toàn bộ 128 thanh Nhiên liệu. Ngày 26 tháng 6 năm 1954 lần đầu tiên trên thế giới Điện năng từ Nhà máy điện hạt nhân được hòa vào mạng lưới điện Quốc gia.

Tới tháng 10 năm 1954 Nhà máy điện đạt tới công suất và các tham số theo dự án thiết kế ban đầu. Với những đóng góp to lớn trong việc xây dựng và đưa vào vận hành thành công Nhà máy điện hạt nhân Đầu Tiên Blokhyntsev D.Y., Dollezhal N.A., Krasyn A.K. và Maluiks V.A. được trao giải thưởng Lênin cao quý. Những nhóm tham gia vào thiết kế, xây dựng và vận hành nhà máy được khen tặng Huân chương Liên bang Xô-viết. Trong khoảng thời gian đầu tiên, Nhà máy điện hạt nhân Obninsk được xem như một lò phản ứng năng lượng thí nghiệm, nhưng từ năm 1956 tại Nhà máy tiến hành rất nhiều nghiên cứu, khảo sát khác nhau, trong đó bao gồm việc nghiên cứu để tiến hành xây dựng những nhà máy điện hạt nhân mới với công suất lớn hơn. Kể từ năm 1956, nhà máy điện hạt nhân Obninsk mở cửa chào đón các đoàn viếng thăm đến từ cả trong nước và ngoài nước. Hàng chục nghìn người tham quan đến từ gần như tất cả các nước trên thế giới đã khẳng định cái nhìn hoàn toàn mới về vấn đề ứng dụng hạt nhân..

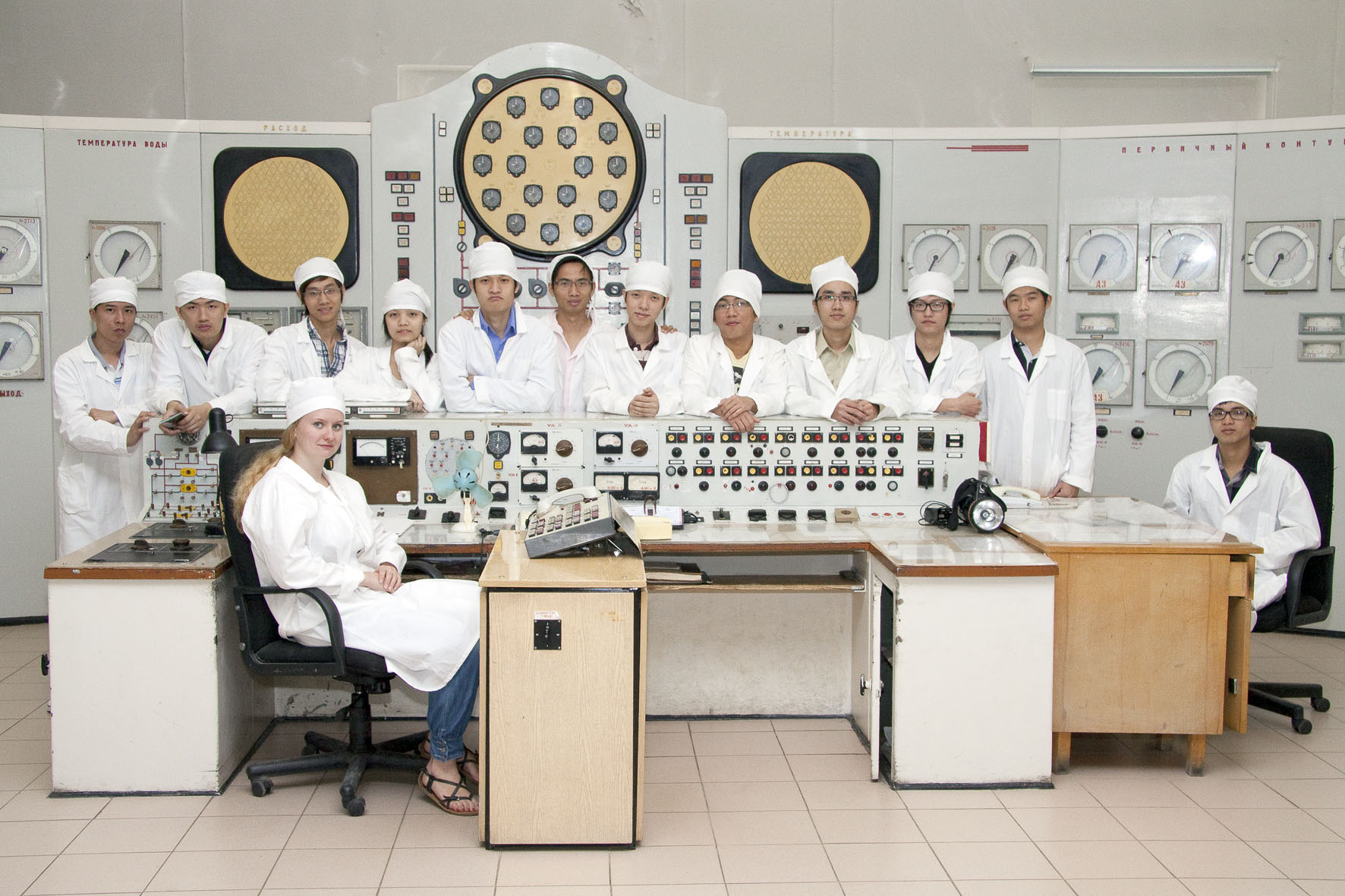
Nhóm sinh viên Việt Nam tham quan Nhà máy điện hạt nhân Obninsk

Vào năm 2002, Nhà máy điện hạt nhân Obninsk đã đi vào hoạt động an toàn, hiệu quả và thành công được 48 năm (vượt quá so với dự kiến 18 năm). Lò phản ứng của nhà máy được dừng hoạt động vào ngày 29 tháng 4 năm 2002, và đến tháng 9 cùng năm, thanh nhiên liệu cuối cùng được đưa ra khỏi tâm lò phản ứng. Theo mệnh lệnh của Tổng thống Liên bang Nga Medvedev D.A., Nhà máy điện hạt nhân Obninsk trở thành tổ hợp lưu niệm - bảo tàng của ngành Năng lượng Hạt nhân Liên bang Nga..
Nhà máy điện này chào đón sự tham quan của rất nhiều học sinh và sinh viên, bao gồm cả các nhóm nước ngoài. Bảo tàng trưng bày và giới thiệu về toàn bộ lịch sử xây dựng và phát triển của lĩnh vực Năng lượng Nguyên tử từ những ngày đầu tiên. Năm 2013, Nữ hoàng Anh Elizabeth II cùng với Hoàng tử Michael Kentski đã tới thăm Nhà máy điện Hạt Nhân Obninsk và nhận lời mời tham dự lễ kỷ niệm tròn 60 năm đi vào hoạt động của Nhà máy vào năm 2014..

## Thông số kỹ thuật
| Tổ máy          | Loại lò phản ứng | Công suất | Công suất | Bắt đầu xây dựng | Hòa vào lưới điện | Đạt công suất định mức | Dừng hoạt động |
| Tổ máy          | Loại lò phản ứng | Chuẩn     | Brutto    | Bắt đầu xây dựng | Hòa vào lưới điện | Đạt công suất định mức | Dừng hoạt động |
| --------------- | ---------------- | --------- | --------- | ---------------- | ----------------- | ---------------------- | -------------- |
| Obninsk (АES-1) | АМ-1             | 5 МW      | 6 МW      | 01.01.1951       | 26.06.1954        | 01.12.1954             | 29.04.2002     |

## Liên kết
1. ↑  Paul R. Josephson (2005). Red Atom: Russia's Nuclear Power Program from Stalin to Today. University of Pittsburgh Pre. tr. 2. ISBN 978-0-8229-7847-3.
2. ↑  "Газета. Ru". Bản gốc lưu trữ ngày 4 tháng 3 năm 2016. Truy cập ngày 12 tháng 8 năm 2015.
3. ↑  Д. Габрианович (ngày 10 tháng 10 năm 2005). "К 60-летию ГНЦ РФ – ФЭИ. Первая в мире АЭС". Первая в мире АЭС (bằng tiếng Nga). Физико-энергетический институт. Bản gốc lưu trữ ngày 13 tháng 4 năm 2014. Truy cập ngày 9 tháng 4 năm 2014.
4. ↑  Виктория Чернышева (ngày 25 tháng 12 năm 2013). "5 советских «ядерных» прорывов" (bằng tiếng Nga). Российская Газета. Truy cập ngày 9 tháng 4 năm 2014.
5. ↑  "Наука и образование". Lưu trữ bản gốc ngày 22 tháng 2 năm 2012. Truy cập ngày 1 tháng 10 năm 2011. {{Chú thích web}}: Đã bỏ qua tham số không rõ |description= (trợ giúp)
6. ↑  "В 2014 г. отмечается 60-летие со дня пуска Первой в мире АЭС" (bằng tiếng Nga). Пресс-служба ГНЦ РФ – ФЭИ. ngày 12 tháng 3 năm 2014. Bản gốc lưu trữ ngày 13 tháng 4 năm 2014. Truy cập ngày 9 tháng 4 năm 2014.
7. ↑  "Музей-мемориал будет создан на базе Обнинской АЭС" (bằng tiếng Nga). РИА-Новости. ngày 9 tháng 4 năm 2009. Bản gốc lưu trữ ngày 13 tháng 4 năm 2014. Truy cập ngày 9 tháng 4 năm 2014.
8. ↑  "Вывод из эксплуатации энергоблоков АЭС, выработавших проектный ресурс" (bằng tiếng Nga). Зелёный мир (Green World). Truy cập ngày 9 tháng 4 năm 2014.
9. ↑  "Обнинскую АЭС посетил принц Майкл Кентский" (PDF) (bằng tiếng Nga). Информационное агентство «ПРоАтом». ngày 28 tháng 10 năm 2013. Bản gốc (PDF) lưu trữ ngày 24 tháng 9 năm 2015. Truy cập ngày 9 tháng 4 năm 2014.
10. ↑  "Первую атомную посетил Его королевское высочество принц Майкл Кентский" (bằng tiếng Nga). Официальный сайт ГК "Росатом". ngày 25 tháng 10 năm 2013. Bản gốc lưu trữ ngày 24 tháng 9 năm 2015. Truy cập ngày 9 tháng 4 năm 2014.
11. ↑  "Russian Federation: Nuclear Power Reactors". Power Reactor Information System (bằng tiếng Anh). IAEA. Lưu trữ bản gốc ngày 18 tháng 8 năm 2011. Truy cập ngày 11 tháng 9 năm 2010.

- Отраслевой мемориальный комплекс «Первая в мире АЭС»
- К 50-летию города Обнинска Lưu trữ ngày 30 tháng 9 năm 2007 tại Wayback Machine
- Видео про Обнинскую АЭС